# استان اربد
 اربد  (به عربی:  محافظة اربد ) نام استانی در کشور پادشاهی اردن است. 
استان اربد در دورترین نقطه شمال کشور اردن واقع شده‌است. 
این استان در شمال شهر عَمّان، پایتخت اردن قرار گرفته‌است و مرکز آن شهر اربد است و به ۹ فرمانداری تقسیم شده‌است. 

## جمعیت
جمعیت آن  در حدود  ۲۵۰۶۴۵ هزار نفر می‌باشد.
اکثر ساکنان آن مسلمان سنی مذهب هستند

## محدوده استان اربد
از شمال به حدود کشور سوریه و بلندی‌های جولان، از جنوب نهر یرموک، از مشرق سهل حوران، اما از سمت مغرب به تپه‌ماهورهای غور اردن و کوه عجلون منتهی می‌شود.

## فرمانداری‌های استان اربد
- فرمانداری القصبة.
- فرمانداری بنی عبید.
- فرمانداری المزار الشمالی.
- فرمانداری الرمثا.
- فرمانداری بنی کنانه
- فرمانداری الکورة.
- فرمانداری الأغوار الشمالیة.
- فرمانداری الطیبة.
- فرمانداری الوسطیة.

## اماکن تاریخی و گردشگری
- ام قیس
- بیت راس
- ابیلا
- رود یرموک